# Esquema de la historia universal
Esquema de la historia universal es el título de un conjunto de libros de historia del aclamado autor inglés Herbert George Wells, publicado en 1919 y reeditado en varias ocasiones. En la edición de 1949, llega hasta el final de la Segunda Guerra Mundial (1945). Los libros contienen un total de XLII (42) capítulos, relatando paulatinamente los acontecimientos históricos de mayor relevancia.

## Tomo III (1776-1945)
XXXIX
Las nuevas repúblicas democráticas de América y Francia 
- 1. Inconvenientes del sistema de grandes potencias
- 2. Las trece colonias antes de su insurrección
- 3. La guerra civil impuesta a las colonias
- 4. La guerra de la independencia
- 5. La constitución de los Estados Unidos
- 6. Caracteres primitivos de la constitución norteamericana
- 7. Las ideas revolucionarias en Francia
- 8. La revolución del 89
- 9. La "república coronada" francesa de 1789-91
- 10.la revolución de los jacobinos
- 11.la república jacobina, 1792-94
- 12.el directorio
- 13.pausa en la reconstrucción y aurora del socialismo moderno

XXXVIII 
La carrera de Napoleón Bonaparte 
- 1. La familia Bonaparte en Córcega
- 2. Bonaparte, general de la república
- 3. Napoleón, primer cónsul, 1799-1804
- 4. Napoleón I, emperador, 1804-14
- 5. Los cien días
- 6. El mapa de Europa en 1815
- 7. El estilo imperio

XXXIX
Las realidades y fantasías del siglo XIX
- 1.  La revolución mecánica
- 2.  Relación de la revolución mecánica con la revolución industrial
- 3.  La fermentación de ideas, 1848
- 4.  El desmembramiento de la idea del socialismo
- 5.  Deficiencias del socialismo como sistema de sociedad humana
- 6.  De como el darwinismo afecto las ideas religiosas y políticas
- 7.  La idea del nacionalismo
- 10. Lincoln y la guerra civil de los Estados Unidos
- 13. El precedente indio de Asia
- 14. La historia del Japón
- 15. Fin del periodo de expansión ultramarina
- 16. El imperio británico en 1914
- 17. La pintura, la escultura y la arquitectura en el siglo XIX
- 18. La música en el siglo XIX
- 19. El predominio de la novela en la literatura

XL 
La catástrofe del moderno imperialismo 
- 1. La paz armada antes de la gran guerra
- 2. La Alemania imperial
- 3. El espíritu imperialista en Inglaterra e irlanda
- 4. El imperialismo en Francia, Italia y los Balcanes
- 5. Rusia, monarquía absoluta
- 6. Los Estados Unidos y la idea imperialista
- 7. Las causas inmediatas de la gran guerra
- 8. Sumario de la gran guerra hasta 1917
- 9. La gran guerra desde el derrumbamiento de Rusia hasta el armisticio

XLII 
La presente perspectiva para la humanidad 
- 1.   -
- 2.   -
- 3. Las etapas futuras

XLIII 
Acontecimientos de la Segunda Guerra Mundial a partir de la retirada de dunkerque, y panorama actual 
- 1.  La batalla de Inglaterra
- 2.  África
- 3.  La campaña de Italia
- 4.  La invasión a Rusia
- 5. La guerra en el pacífico
- 6. La batalla del atlántico
- 7. Los comandos
- 8. La invasión de Francia
- 9. Camino a Berlín

Panorama 
- 1. El triunfo de la fuerza
- 2. La crisis de las fuerzas morales
- 3. Equilibrio entre el estado y el individuo
- 4. El perfeccionamiento individual
- 5. Los elementos positivos

Índice cronológico y cuadros sinópticos 
Van desde el año 800 a.c. hasta el año 1945.
Veinte años de indecisión y sus consecuencias  
- 3. Constitución de la liga de las naciones
- 9.  La tragedia española
- 10. Deudas, dinero y estabilización
- 11. La paradoja de la superproducción y la miseria
- 12. El surgimiento del nacionalsocialismo en Alemania
- 13. La liga de las naciones se esfuma
- 14. Se reanuda la confligacion en Europa